# Suchyj (okres Užhorod)

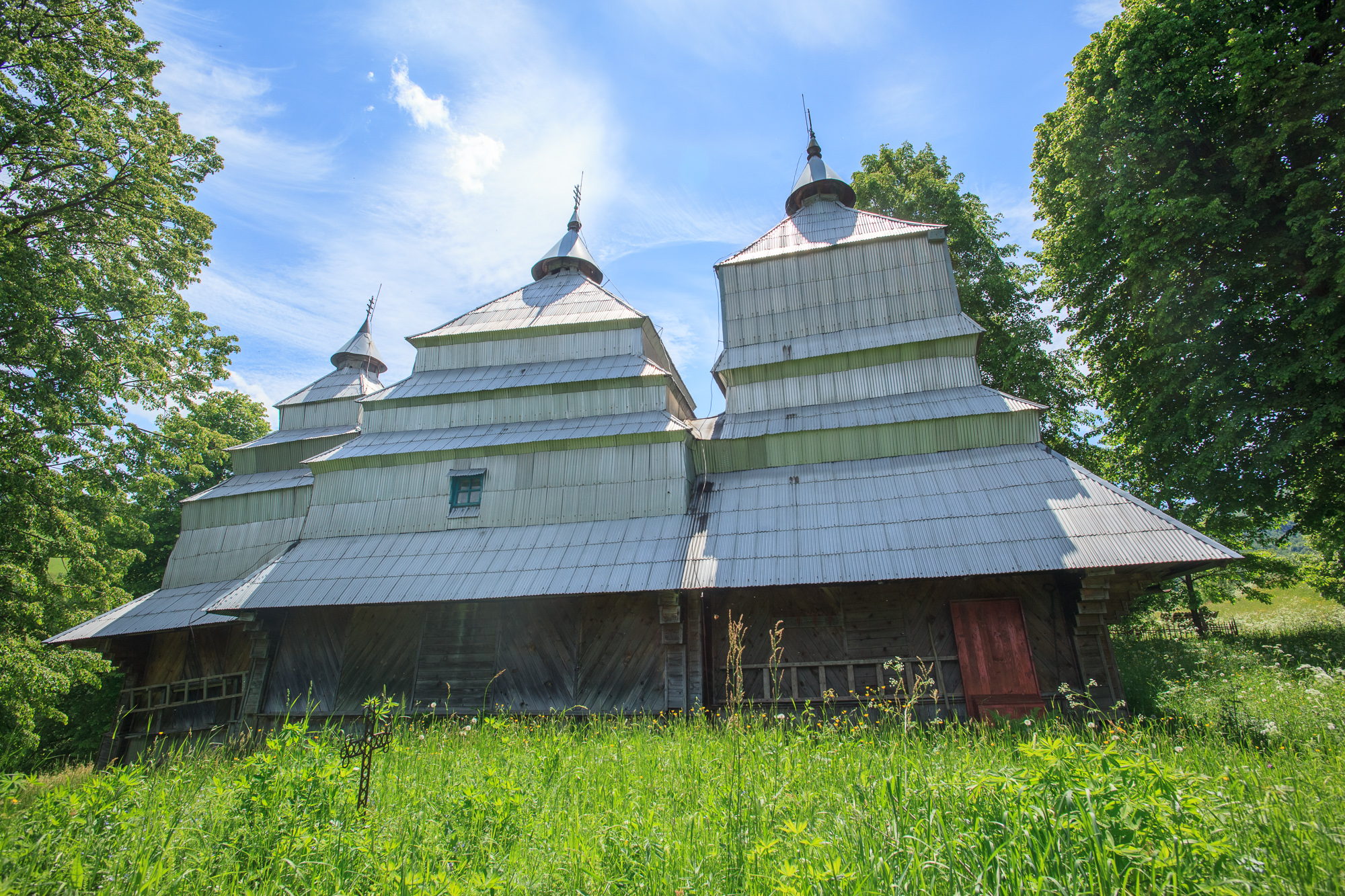
Cerkev sv. Jana Křtitele

Suchyj, česky a slovensky Suchá, ukrajinsky Сухий, maďarsky Szuhapatak, je část obce Tychyj, v územní komunitě (hromadě) Stavne v okresu Užhorod na Zakarpatské Ukrajině. Nachází se na východním okraji Lemkoviny. V roce 2001 zde žilo 184 obyvatel.

## Historie
Jako datum založení vsi je uváděn rok 1580, kdy byla tato ves založena šoltysem. Do uzavření Trianonské smlouvy byla ves součástí Uherska, poté (pod názvem Suchá) byla součástí Československa. Od roku 1945 byla součástí Ukrajinské sovětské socialistické republiky, která byla součástí Sovětského svazu; nakonec od roku 1991 je součástí samostatné Ukrajiny.

### Historické názvy
- 1768 – Sucha,
- 1773 – Szucha,
- 1784 – Szuha,
- 1808 – Szucha, Sucha,
- 1913 – Szuhapatak,
- 1922 – Suchá[2]
- 1939 – Ungszuha.

## Pamětihodnosti
- Cerkev sv. Jana Křtitele, z roku 1769 (národní kulturní památka)[3][4]

## Náboženství
- mužský svatovladimírský klášter [5][6]
- ženský klášter na počest chvály Přesvaté Bohorodičky, v části Sušanské Vrchy[7]